# Гаскелл (округ, Оклахома)
Шаблон:StateAbbr_ 35°14′ пн. ш. 95°07′ зх. д. / 35.23° пн. ш. 95.11° зх. д.
Округ  Гаскелл (англ. Haskell County) — округ (графство) у штаті  Оклахома, США. Ідентифікатор округу 40061.

## Історія
Округ утворений 1907 року.

## Демографія
За даними перепису 
2000 року 
загальне населення округу становило 11792 осіб, зокрема міського населення було 2688, а сільського — 9104.
Серед мешканців округу чоловіків було 5766, а жінок — 6026. В окрузі було 4624 домогосподарства, 3379 родин, які мешкали в 5573 будинках.
Середній розмір родини становив 3.
Віковий розподіл населення поданий у таблиці:
| Стать    | До 15 років | 15-21 | 22-29 | 30-39 | 40-49 | 50-65 | 65-85 | Понад 85 |
| -------- | ----------- | ----- | ----- | ----- | ----- | ----- | ----- | -------- |
| Чоловіки | 1309        | 563   | 520   | 674   | 792   | 1037  | 795   | 76       |
| Жінки    | 1197        | 586   | 533   | 725   | 764   | 1068  | 971   | 182      |

## Суміжні округи
- Маскогі — північ
- Секвоя — північний схід
- Лефлор — схід
- Латімер — південь
- Піттсбург — захід
- Макінтош — північний захід

## Виноски
1. ↑  U.S. Decennial Census. United States Census Bureau. Архів оригіналу за 12 травня 2015. Процитовано 21 лютого 2015.
2. ↑  Historical Census Browser. University of Virginia Library. Архів оригіналу за 11 серпня 2012. Процитовано 21 лютого 2015.
3. ↑  Forstall, Richard L., ред. (27 березня 1995). Population of Counties by Decennial Census: 1900 to 1990. United States Census Bureau. Архів оригіналу за 19 лютого 2015. Процитовано 21 лютого 2015.
4. ↑  Census 2000 PHC-T-4. Ranking Tables for Counties: 1990 and 2000 (PDF). United States Census Bureau. 2 квітня 2001. Архів оригіналу (PDF) за 18 грудня 2014. Процитовано 21 лютого 2015.
5. ↑  State & County QuickFacts. United States Census Bureau. Архів оригіналу за 6 червня 2011. Процитовано 9 листопада 2013.(англ.) Наведено за англійською вікіпедією.
6. ↑  American FactFinder. Бюро перепису населення США. Архів оригіналу за 21 травня 2008. Процитовано 31 січня 2008.

| США | Це незавершена стаття з географії США. Ви можете допомогти проєкту, виправивши або дописавши її. |